# 敬釗
敬钊（?—?），字积善，隋朝官员，河东郡蒲坂县（今山西省永济市）人。
敬钊之父敬元约，北周布宪中大夫。敬钊仁寿年间为繁畤县令，有能干的名声。汉王杨谅造反，他力战城陷。杨谅部将墨弼夺他的资产用兵器威胁他，敬钊辞气不屈。墨弼认为他有义气停止了威胁，执送到将军乔钟葵处。乔钟葵释放了他，任命他为代州总管司马，敬钊正色拒绝，以至很多次。乔钟葵忿然地说：“接受官职就行，不然就当斩杀！”敬钊回答：“忝为县令，遭逢叛乱，进不能保境安民，退不能以死全节，受辱已经很多，为什么还以伪官相逼迫？生死唯命，剩下的不是我考虑的。”乔钟葵非常愤怒，注目来看敬钊：“你不怕死吗？”还要杀他。正好杨义臣大军已至，乔钟葵匆忙出战，因而大败，敬钊得以免死。大业三年（607年），隋炀帝避暑汾阳宫，代州长史柳铨、司马崔宝山说明他的情况，皇帝交付有司准备加以褒赏，正好虞世基上奏条例而中止。后来敬钊担任朝邑县令，不久，去世。

## 延伸阅读
[在维基数据编辑]
 《隋書·卷71》，出自魏徵《隋书》